# István Vámos
István Vámos est un gymnaste artistique hongrois né le 18 juillet 1958 à Budapest.

## Biographie
István Vámos est médaillé de bronze du concours général par équipe aux Jeux olympiques d'été de 1980 à Moscou, avec ses coéquipiers Zoltán Kelemen, György Guczoghy, Péter Kovács, Zoltán Magyar et Ferenc Donáth.